# Steve Daines
Steven David Daines (1962. augusztus 20. –) amerikai politikus, korábbi üzletember, aki Montana szenátora 2015 óta. A Republikánus Párt tagja, az Egyesült Államok Képviselőházának tagja volt 2013 és 2015 között. 2014-ben választották meg először, majd elnyerte az újraválasztást 2020-ban. Politikai karrierje előtt a Procter & Gamble és a RightNow Technologies munkatársa volt.
Daines ellenzi az abortuszt, azon kivétellel, ha a terhesség veszélyezteti az anya életét. Ellenzi azt, hogy Washington szövetségi állam legyen. Hűséges támogatója volt Donald Trumpnak, egyike volt azon tizenegy republikánus szenátornak, aki a 2020-as amerikai elnökválasztások eredményét eltörölte volna, bár a Capitolium ostroma után ettől visszalépett. Megvédte Kászem Szolejmáni meggyilkolását. Ellenzi az azonos neműek házasságát.

## Választási eredmények
| Párt | Jelölt                   | Szavazatok | %      |
| ---- | ------------------------ | ---------- | ------ |
|      | Roy Brown/Steve Daines   | 65,883     | 80.81% |
|      | Larry Steele/Harold Luce | 15,643     | 19.19% |

| Párt | Jelölt                          | Szavazatok | %      |
| ---- | ------------------------------- | ---------- | ------ |
|      | Brian Schweitzer/John Bohlinger | 318,670    | 65.47% |
|      | Roy Brown/Steve Daines          | 158,268    | 32.52% |
|      | Stan Jones/Michael Baker        | 9,796      | 2.01%  |

| Párt | Jelölt         | Szavazatok | %      |
| ---- | -------------- | ---------- | ------ |
|      | Steve Daines   | 82,843     | 71.25% |
|      | Eric Brosten   | 21,012     | 18.07% |
|      | Vincent Melkus | 12,420     | 10.68% |

| Párt | Jelölt       | Szavazatok | %      |
| ---- | ------------ | ---------- | ------ |
|      | Steve Daines | 255,468    | 53.25% |
|      | Kim Gillan   | 204,939    | 42.72% |
|      | David Kaiser | 19,333     | 4.03%  |

| Párt | Jelölt        | Szavazatok | %      |
| ---- | ------------- | ---------- | ------ |
|      | Steve Daines  | 110,565    | 83.37% |
|      | Susan Cundiff | 11,909     | 8.98%  |
|      | Champ Edmunds | 10,151     | 7.65%  |

| Párt | Jelölt        | Szavazatok | %      |
| ---- | ------------- | ---------- | ------ |
|      | Steve Daines  | 213,709    | 57.79% |
|      | Amanda Curtis | 148,184    | 40.07% |
|      | Roger Roots   | 7,933      | 2.15%  |

| 2020 U.S. Senate election in Montana | 2020 U.S. Senate election in Montana | 2020 U.S. Senate election in Montana | 2020 U.S. Senate election in Montana |
| Párt                                 | Jelölt                               | Szavazatok                           | %                                    |
| ------------------------------------ | ------------------------------------ | ------------------------------------ | ------------------------------------ |
|                                      | Steve Daines (hivatalban)            | 333,237                              | 55.01%                               |
|                                      | Steve Bullock                        | 272,531                              | 44.99%                               |